# Williams Haynes
Nathan Gallup Williams Haynes (* 29. Juli 1886 in Detroit, Michigan; † 16. November 1970 in Stonington, Connecticut) war ein US-amerikanischer Journalist und Chemiehistoriker.

## Leben
Haynes war zunächst Reporter der New York Sun, bevor er von 1908 bis 1911 Wirtschaft, Biologie und Chemie an der Johns Hopkins University studierte (ohne Abschluss). Danach machte er erfolgreich Karriere als Autor und Verleger für Themen der Chemieindustrie. Zunächst war er Kanada- und Europa-Korrespondent für den Herald Field in Northampton, Massachusetts. Ab 1916 wurde er Sekretär und Herausgeber von Drug and Chemical Markets, einer Zeitschrift, die im Verlag seines Vaters erschien (D. O. Haynes & Co.). 1920 wurde er Verleger der Zeitschrift und 1926 spaltete er sie in zwei Zeitschriften auf (Drugs and Cosmetic Industries und Chemical Industries, woraus später Chemical Week wurde). Ebenfalls 1920 gründete er die Zeitschrift Plastic Products (später Modern Plastics). 1939 verkaufte er seine Zeitschriften und zog in ein altes Farmhaus in Stonington, um sich als Autor der chemischen Industrie zu widmen.
Haynes veröffentlichte vor allem zur Geschichte der Industriechemie in den USA, aber auch Nachschlagewerke wie ab 1928 einen Chemical Who’s Who, den er bis 1951 betreute. Sein Hauptwerk ist die sechsbändige American Chemical Industry: a history. Er veröffentlichte auch über Hundezucht (sein Hobby) und einen Gedichtband Collections of Americana. Seine umfangreiche Fotosammlung von Chemikern kam über den Chemist’s Club of New York an die Chemical Heritage Foundation.
1957 erhielt er den Dexter Award.

## Schriften
- American chemical industry: a history, 6 Bände, Van Nostrand, 1945 bis 1954.
- Brimstone: the stone that burns; the story of the Frasch sulphur industry, Van Nostrand, 1959 (basierend auf seinem früheren Buch The stone that burns 1942).
- Cellulose, the chemical that grows, Doubleday, 1953.
- Chemical economics, Van Nostrand, 1933.
- The chemical front, A.A. Knopf, 1. Auflage 1943
- Herausgeber mit Edward L. Gordy: Chemical industry’s contribution to the nation: 1635-1935; A record of chemical accomplishment, with an index of the chemicals made in America, 1935
- Chemical pioneers; the founders of the American chemical industry, Van Nostrand, 1939.
- Chemical trade names and commercial synonyms; a dictionary of American usage, Van Nostrand, 1951 2. Auflage 1955.
- The Chemical who’s who, Hynes & George Co., 1937.
- Chemical who’s who : biography in dictionary form of the leaders in chemical industry, research, and education, 4. Auflage, Lewis Historical Publ. 1956
- Chemicals in the industrial revolution, Princeton University Press, 1938.
- Dyes made in America, 1915–1940. American Cyanamid Company, 1941.
- Men, money and molecules,  Doubleday, Doran & Company, Inc., 1936.
- This chemical age; the miracle of man-made materials, Knopf, 1942.
- Who’s who in the chemical and drug industries, Haynes Publications Inc., 1928.